# Centre Hospitalier Tshisekedi Tshilombo
 (juillet 2025).
Si vous disposez d'ouvrages ou d'articles de référence ou si vous connaissez des sites web de qualité traitant du thème abordé ici, merci de compléter l'article en donnant les références utiles à sa vérifiabilité et en les liant à la section « Notes et références ».
Le Centre Hospitalier Tshisekedi Tshilombo (CHTT) est un hôpital public de niveau tertiaire situé à Lubumbashi, dans la province du Haut-Katanga en République démocratique du Congo. Inauguré le 17 avril 2025 par le président Félix Antoine Tshisekedi Tshilombo, dont il porte le nom, cet établissement ultramoderne a été construit sur fonds propres de la Caisse nationale de sécurité sociale (CNSS). 
Considéré comme l’un des hôpitaux les plus modernes du pays, il joue un rôle clé dans le système de santé congolais en améliorant l’accès aux soins de pointe et en contribuant à réduire les évacuations médicales coûteuses à l’étranger. 

## Histoire
Le projet du Centre Hospitalier Tshisekedi Tshilombo a vu le jour au milieu des années 2010 dans le cadre des initiatives de l’action sanitaire et sociale de la CNSS. Initialement envisagé comme un centre orthopédique, le projet a progressivement évolué vers un hôpital général tertiaire plus ambitieux afin de mieux répondre aux besoins de santé de la population. Sa réalisation a mobilisé près de dix années d’études et de travaux, depuis les études géotechniques et la conception initiale jusqu’à la construction et l’équipement de l’hôpital. 
Les travaux de construction se sont achevés en novembre 2024, date à laquelle l’ouvrage a été officiellement réceptionné par le directeur général de la CNSS, Charles Mudiay Kazadi. La dénomination finale de Centre Hospitalier Tshisekedi Tshilombo a été choisie par le ministère de la Santé peu avant son inauguration, symbolisant l’aboutissement des efforts nationaux en matière d’offre de soins. L’hôpital a été inauguré le 17 avril 2025 par le président de la République en personne, lors d’une cérémonie officielle à Lubumbashi, en présence des autorités nationales et provinciales. Cette inauguration a marqué une étape importante dans l’histoire du système de santé congolais, le CHTT étant présenté comme une « révolution » dans le secteur sanitaire de la RDC par les autorités. 

## Infrastructures et équipements
Conçu par  les architectes Yves Beny Kimvuidi  et Constant Luzitu (cabinet Beth-Betsaleel), le Centre Hospitalier Tshisekedi Tshilombo occupe une superficie bâtie d’environ 13 000 m² au sein d’une concession de plus de 3 hectares sur l’avenue Kasenga, dans la commune de Lubumbashi. L’ensemble architectural comprend plusieurs bâtiments hospitaliers ainsi qu’une salle de conférence d’une capacité de plus de 200 places destinée aux formations et événements scientifiques. Une aire d’extension d’environ un hectare est réservée au sein du site pour de futurs développements ou agrandissements de l’hôpital. Le CHTT est doté d’un  plateau technique de pointe qui en fait l’un des établissements les plus modernes du pays.
Il dispose notamment de la première IRM 1,5 Tesla sans hélium installée en RDC, d’un scanner performant (128 barrettes), d’une mammographie numérique et d’un appareil de densitométrie osseuse de dernière génération. 
Le service d’imagerie médicale est complété par des échographes et des équipements de radiographie conventionnelle, offrant un éventail complet d’examens diagnostiques. Les laboratoires du centre (laboratoire de biologie moléculaire et laboratoire d’anatomie pathologique) sont équipés des technologies les plus récentes, y compris un service d’examen extemporané, garantissant des analyses rapides et fiables.
L’IRM 1,5 Tesla de dernière génération est installée au Centre Hospitalier Tshisekedi Tshilombo, une première en RD Congo. Le bloc opératoire de l’hôpital est conçu pour prendre en charge des interventions chirurgicales complexes dans de multiples spécialités. Il comprend plusieurs salles d’opération équipées pour la chirurgie mini-invasive (colonnes de vidéochirurgie), la neurochirurgie et la chirurgie urologique, avec des équipements avancés tels que la neuro-navigation (une première en Afrique centrale) et des lasers médicaux pour le traitement des calculs urinaires. 
le CHTT comprend un également un espace de formation et de télémédecine équipé de salles de réunion et d’une infrastructure de télé-enseignement moderne. Cet espace permet d’organiser des conférences médicales, des formations continues pour le personnel de santé et des consultations à distance, faisant du centre un pionnier national en matière de télémédecine et d’e-santé. 

## Gestion
Le Centre Hospitalier Tshisekedi Tshilombo est géré par la Caisse nationale de sécurité sociale, qui en est l’initiatrice et le principal investisseur. La CNSS, établissement public à caractère social, a intégré ce centre hospitalier dans sa mission de protection et de promotion de la santé des assurés sociaux. D’après son directeur général Charles Mudiay Kazadi, la construction de cet hôpital s’aligne sur la vocation de la CNSS en tant qu’outil de prévention des risques sociaux et d’amélioration du bien-être des Congolais .

## Impact dans la région
Le déploiement du Centre Hospitalier Tshisekedi Tshilombo à Lubumbashi apporte un impact significatif sur la région du Haut-Katanga et au-delà. Il s’agit du premier hôpital de ce niveau technologique dans le sud de la RDC, et il est considéré par certains experts comme l’un des plus grands et modernes centres hospitaliers d’Afrique centrale.